# Gabriel Entcha-Ebia
Gabriel Entcha-Ebia, né le 24 août 1956 à Souanké en république du Congo et mort le 11 décembre 2021 à Brazzavile, est un juriste et homme politique congolais. Il est ministre de la Fonction publique et de la Réforme de l’État de 2002 à 2005, Garde des Sceaux, ministre de la Justice et des Droits humains de 2005 à 2007, puis ministre des Postes et télécommunications, chargé des nouvelles technologies de l’information et de la communication en 2007.

## Biographie
Gabriel Entcha-Ebia est un magistrat hors classe, diplômé de l'École nationale de la magistrature de Paris, section internationale. Il est l'ambassadeur du Congo au Nigeria de 2009 à 2012 et en République centrafricaine de 2012 à 2017.